# Povo
Povo è dal 1926 una delle frazioni oltre ad essere parte  della circoscrizione amministrativa numero 7 della città di Trento, nella provincia autonoma di Trento.

## Geografia fisica
Povo conta circa seimila abitanti, sorge a circa tre chilometri dalla città sulla collina est ai piedi del monte Chegul e del monte Celva, appartenenti al massiccio della Marzola, ad una quota variabile, intorno ai 400 metri s.l.m., è attraversata dal rio Salé, affluente del torrente Fersina.
Con Celva, Cimirlo, Gabbiolo, Mesiano, Oltrecastello, Povo forma la circoscrizione amministrativa numero 7 del comune di Trento.

## Storia
Comune autonomo fino al 1926, è stato soppresso dal regime fascista, nell'ambito del progetto denominato "La grande Trento". Sede di insediamenti preistorici e poi romani testimoniati anche dal ritrovamento di quattro iscrizioni ritrovate in loco, è ricordato poi come "arimannia" longobarda. Il primo documento menziona Povo è datato 1151; si tratta, come riportato da molti storici locali dei secoli passati, di un canone del decreto di Graziano, che presenta per esteso l'accusa di simonia contro il vescovo Altemanno che, a detta degli accusatori, nel 1131:
La cosa fece uno scalpore tale da giungere persino alle orecchie dell'allora Papa Innocenzo II. Ci fu un processo ed alla fine il vescovo fu prosciolto dall'accusa perché:

## Monumenti e luoghi d'interesse

### Architetture religiose
- Chiesa dei Santi Pietro e Andrea
- Chiesa di Sant'Agata

## Cultura

### Istruzione

#### Ricerca
A Povo sono presenti alcuni centri di ricerca:
- il centro di ricerca per la fisica fondamentale Trento Institute for Fundamental Physics and Applications (TIFPA), uno dei tre centri nazionali dell'Istituto nazionale di fisica nucleare;
- FBK-irst, centro di ricerca, polo scientifico della Fondazione Bruno Kessler;
- CoSBi (Centre for Computational and Systems Biology), centro di ricerca inaugurato nel 2003, frutto di una collaborazione tra Microsoft Research e Università di Trento, che si occupa di biologia computazionale e biologia dei sistemi;
- CREATE-NET, un centro di ricerca internazionale sull'ICT fondato da Imrich Chlamtac;
- Fondazione GraphiTech (Centre for Advanced Computer graphics Technologies), fondata nel 2002 con lo scopo di promuovere attività di ricerca scientifica nel campo della computer grafica e delle tecnologie dell'informazione e della comunicazione;[6]
- CNR, sede locale del Consiglio Nazionale delle Ricerche comprendente gli istituti ISTC, IMEM, IFN, IBF e INO.[7]

#### Scuole
Sul territorio della circoscrizione di Povo ci sono una scuola primaria e una secondaria di primo grado (quest'ultima si trova nella frazione di Gabbiolo).

#### Università
In varie zone della frazione sono dislocati:
- Dipartimento di Ingegneria Civile, Ambientale e Meccanica (DICAM), in località Mesiano;
- Ex Facoltà di Scienze Matematiche, Fisiche e Naturali, comprendente il Dipartimento di Matematica (DMath), il Dipartimento di Fisica (DPhys), il Dipartimento di Ingegneria Industriale (DII), il Dipartimento di Ingegneria e Scienze dell'Informazione (DISI) e parte del Centro per la Biologia Integrata (CIBio), su vari edifici:[8]
  - Vecchia sede della Facoltà di Scienze MM. FF. NN. (informalmente "Povo 0") e laboratori didattici (malga);
  - Polo Scientifico e Tecnologico "Fabio Ferrari" ("Povo 1" e "Povo 2");[9]
  - Laboratori alla Cascata;

## Amministrazione

### Gemellaggi
Povo è gemellata con:
- Znojmo, dal 1996